# Temrjoek
Temrjoek (Russisch: Темрюк) is een Russische stad in kraj Krasnodar. Het is een kustplaats bij de gelijknamige baai aan de zee van Azov op het schiereiland Taman en fungeert als hoofdplaats van het gelijknamige district.
De nederzetting werd gesticht in 1237 nadat de regio door Mongolen bezet was. Daarvoor was rond dit gebied de handelsplaats Tmoetarakan geweest. Er was een Tataarse nederzetting met de naam Copa totdat het in 1486 veroverd werd door het kanaat van de Krim. Rond 1570 werd de naam Adis na een machtswisseling tussen Russen en Krim-Tataren. In de 18e eeuw vestigden zich Kozakken in het gebied en hun stanitsa werd in 1860 de huidige stad Temrjoek. In de Tweede Wereldoorlog was de stad van augustus 1942 tot september 1943 bezet door Roemeense eenheden  in dienst van Nazi-Duitsland.
De economie draait op landbouw en visserij. Er zijn een historisch-archeologisch museum en een militair-technisch museumpark gevestigd.

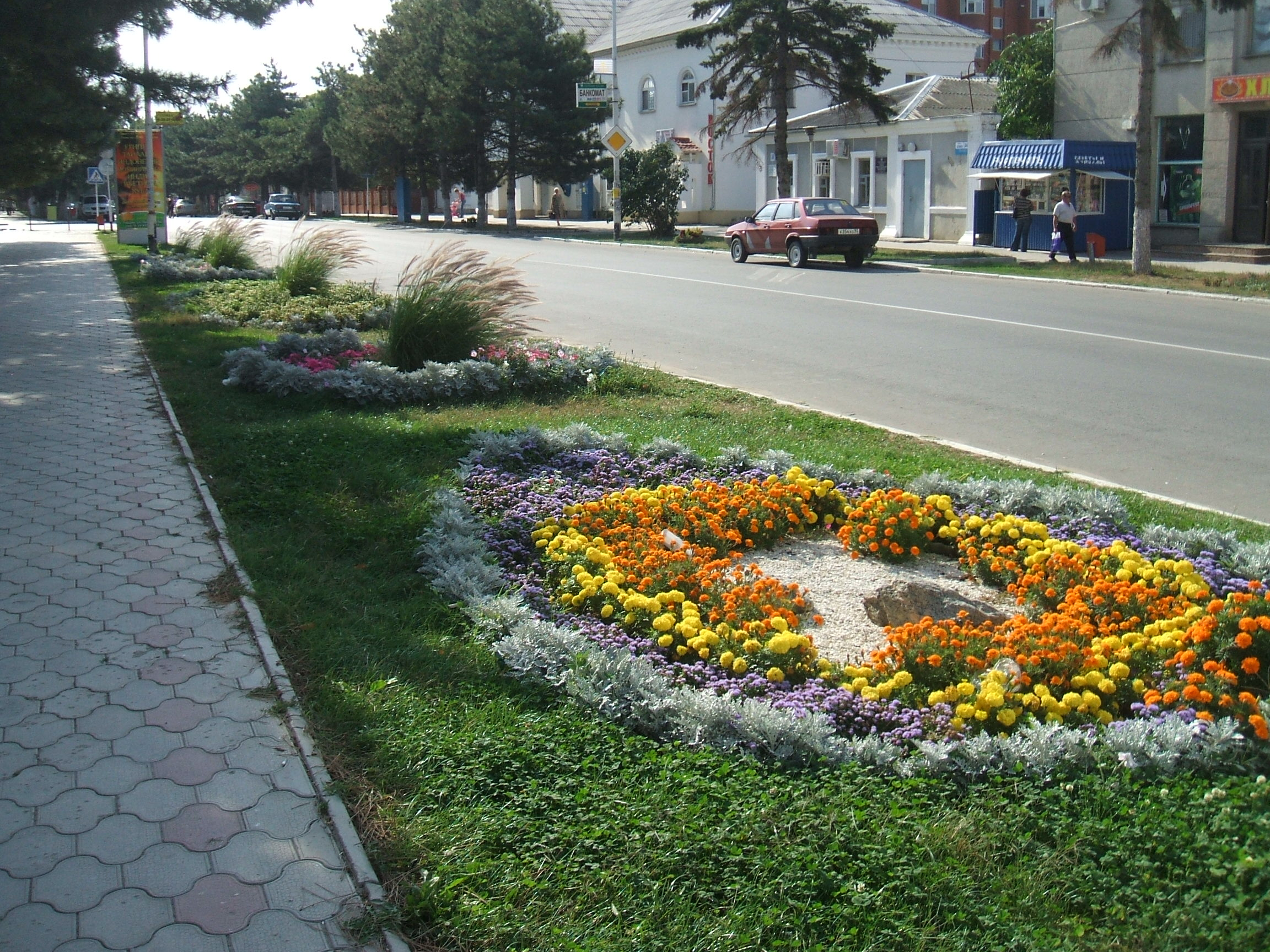
Straatbeeld

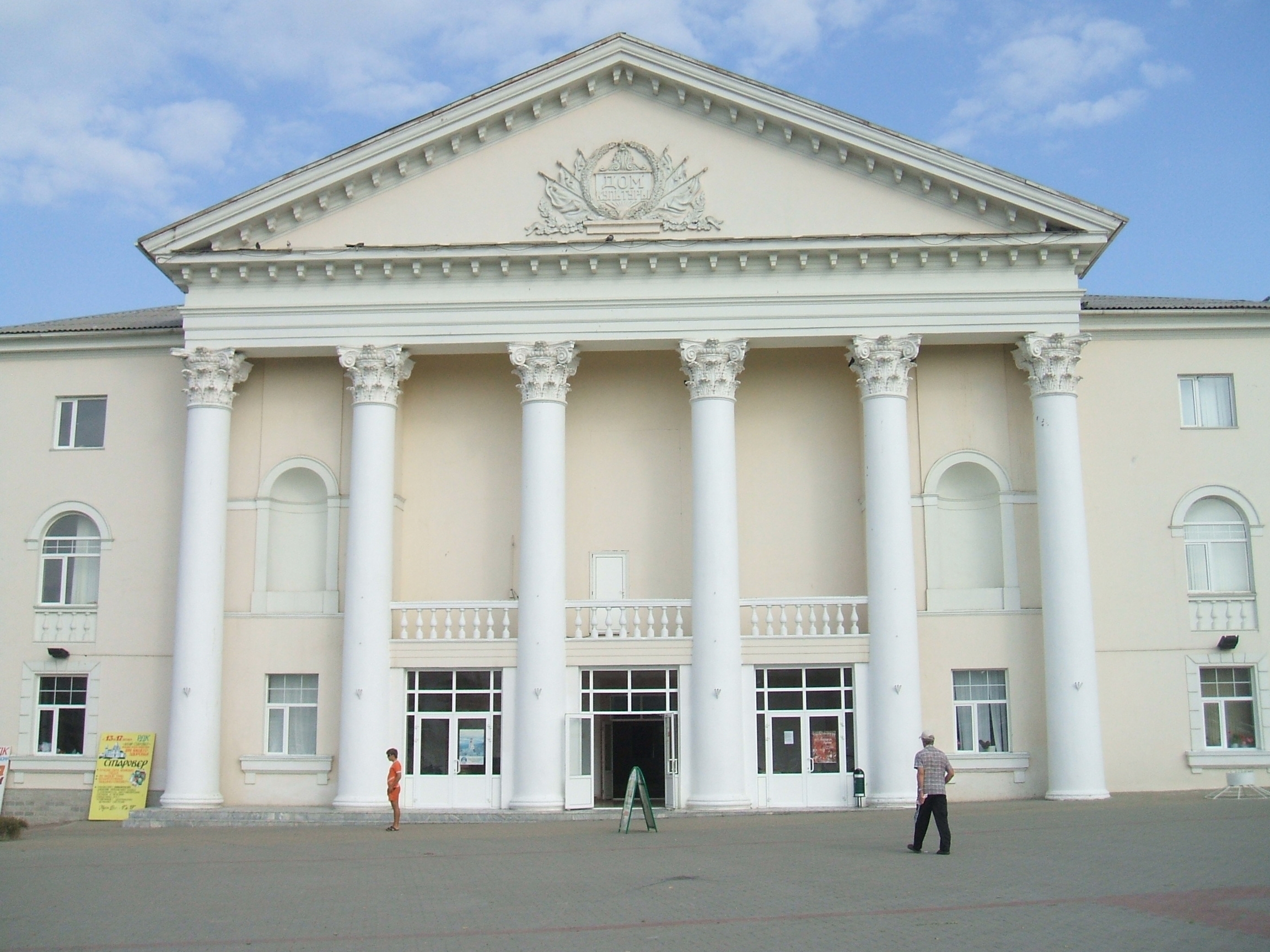
Het historisch-archeologisch museum

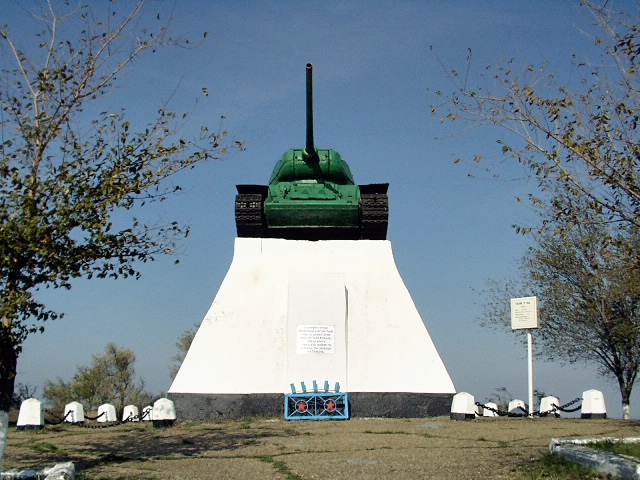
Tank op het militair-technisch museumpark

Bestuurlijk centrum: Krasnodar

Steden: Abinsk · Anapa · Apsjeronsk · Armavir · Beloretsjensk · Chadyzjensk · Gelendzjik · Goelkevitsji · Gorjatsji Kljoetsj · Jejsk · Koerganinsk · Korenovsk · Kropotkin · Krymsk · Labinsk · Novokoebansk · Novorossiejsk · Oest-Labinsk · Primorsko-Achtarsk · Slavjansk aan de Koeban · Sotsji · Temrjoek · Tichoretsk · Timasjovsk · Toeapse

Districten: Abinski · Anapski · Apsjeronski · Beloglinski · Beloretsjenski · Brjoekchovetski · Dinskoj · Goelkevitsjski · Jejski · Kalininski · Kanevskoj · Kavkazski · Koerganinski · Koesjtsjovski · Korenovski · Krasnoarmejski · Krylovski · Krymski · Labinski · Leningradski · Mostovski · Novokoebanski · Novopokrovski · Oespenski · Oest-Labinski · Otradnenski · Pavlovski · Primorsko-Achtarski · Severski · Sjtsjerbinovski · Slavjanski · Starominski · Tbilisski · Temrjoekski · Tichoretski · Timasjovski · Toeapsinski · Vyselkovski